# Parsaiyya
La parsaiyya és una suborde de la confraria sufí naqxbandita a l'Àsia central, i la més important família de "shaykhs" de Balkh a partir de la meitat del segle xv. El seu fundador, i que li dona nom, fou koja Muhammad ibn Mahmud al-Hafizi al-Bukhari conegut com a Parsa (el Devot), mort el 1419.